# 2020년 러시아 국민투표

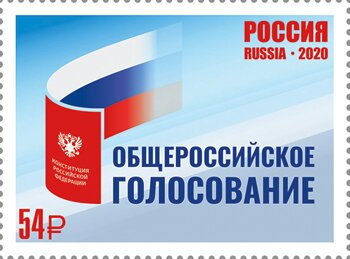
2020년 러시아 국민투표 홍보 우표

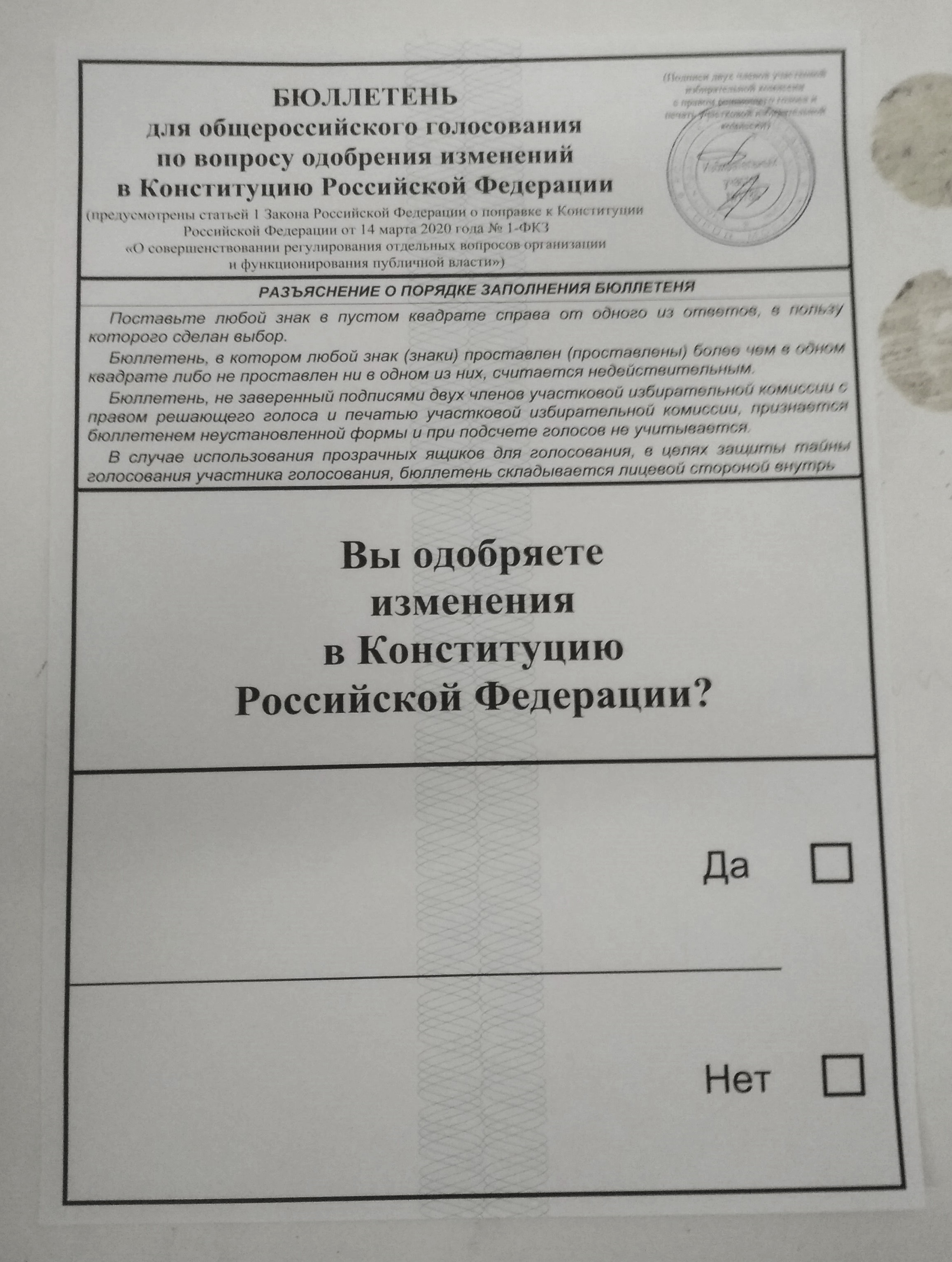
2020년 러시아 국민투표에 사용된 투표용지

2020년 러시아 국민투표(러시아어: Общероссийское голосование по вопросу одобрения изменений в Конституцию Российской Федерации 2020 года)는 러시아 헌법의 개정에 대한 동의 여부를 두고 2020년 6월 25일에서 7월 1일까지 러시아에서 치러진 국민투표이다. 블라디미르 푸틴 대통령이 2020년 1월 15일에 연방평의회에서 제안한 바에 따라 결정되었다. 원래 2020년 4월 22일에 실시될 예정이었으나 러시아에서 일어난 코로나19 범유행의 여파로 인하여 연기되었다.

## 내용
2020년 1월 20일 푸틴 대통령에 의해 제출된 개헌안에 따르면 다음 사항들이 수정·추가될 예정이다:
- 러시아 헌법이 국제법에 우선함
- 러시아 의회에게 총리 등 내각 구성원의 입후보를 승인할 권한을 부여 (본래는 대통령이 임명)
- 외국의 시민권이나 영주권을 가진 경우 정부 고위직(대통령, 장관, 판사, 지자체장)의 후보로 출마할 수 없음
- 대통령 후보의 국내 거주 기간 조건을 10년에서 25년으로 강화
- 연방평의회가 대통령에게 연방 판사를 해임하도록 제안 가능
- 법률 집행기관의 장은 대통령이 연방평의회와의 회의를 거친 후 임명
- 최저임금은 최저 생활비보다 높아야 함
- 연금의 정기적 물가 연동
- 본래 자문 기관이던 국가 회의(Государственный Совет)의 지위를 강화
- 헌법재판소는 대통령이 법안 서명 이전 요청할 경우 의회에서 통과된 법률에 대해 합헌성을 심사할 수 있음
- 대통령의 임기를 제한하는 조항에서 "연속하여(подряд)"라는 표현을 삭제함으로써 개헌 시점까지의 대통령 임기와 새로운 조항을 무관하게 함
- 결혼을 한 명의 남성과 한 명의 여성 간에 이루어지는 것으로 정의
- 헌법에 러시아어의 특별 지위를 명기

## 결과
| "러시아 헌법의 개정 사항에 찬성하십니까?" | "러시아 헌법의 개정 사항에 찬성하십니까?" | "러시아 헌법의 개정 사항에 찬성하십니까?" |
| 찬성 또는 반대                            | 득표수                                    | 득표율                                    |
| ----------------------------------------- | ----------------------------------------- | ----------------------------------------- |
| 찬성                                      | 57,747,288                                | 78.56%                                    |
| 반대                                      | 15,761,978                                | 21.44%                                    |
| 유효표                                    | 73,509,266                                | 99.18%                                    |
| 무효표                                    | 604,951                                   | 0.82%                                     |
| 총 득표수                                 | 74,114,217                                | 100.00%                                   |
| 투표율                                    | 67.88%                                    | 67.88%                                    |
| 유권자수                                  | 109,190,337                               | 109,190,337                               |

선거결과

헌법 수정 찬성안이 78% 이상의 찬성표를 얻었고, 아르한겔스크주와의 통합에 대한 반감으로 반대 의견이 조금 더 높았던 네네츠 자치구를 제외하면 모든 연방주체에서 찬성 의견이 승리하였다. 이에 따라 푸틴 대통령은 동년 7월 3일 공식적으로 수정안을 적용하는 행정규칙에 서명하였다. 곧 7월 4일 수정된 헌법이 발효되었다.

## 같이 보기
- 러시아 헌법
- 블라디미르 푸틴